# شهرستان نیوپورت (رود آیلند)
شهرستان نیوپورت، رود آیلند (به انگلیسی: Newport County, Rhode Island) یک سکونتگاه مسکونی در ایالات متحده آمریکا است که در رود آیلند واقع شده‌است.

## خصوصیات
شهرستان نیوپورت ۸۱۲ کیلومترمربع مساحت دارد.